# تپه میند سیلوه ۳
تپه میند سیلوه ۳ مربوط به سدهٔ ۸–۶ ه.ق است و در شهرستان پیرانشهر، بخش لاجان، دهستان لاهیجان غربی، روستای سیلوه واقع شده و این اثر در تاریخ ۲۵ آبان ۱۳۸۷ با شمارهٔ ثبت ۲۳۶۰۹ به‌عنوان یکی از آثار ملی ایران به ثبت رسیده است.